# Adept (Software)
Adept ist Nachfolger von Kynaptic, das ein Fork von Synaptic ist, und wie diese Vorgänger eine grafische Benutzeroberfläche der Paketverwaltung Advanced Packaging Tool (APT), angepasst für das K Desktop Environment (KDE). Es war in Linux-Distributionen Debian, und auf Debian basierenden Linux-Distributionen Ubuntu und Kubuntu lauffähig. Bei Kubuntu, der KDE-Variante von Ubuntu, war es das Standardprogramm mit grafischer Benutzeroberfläche zur Paketverwaltung, das APT steuerte.
Adept wurde von KPackageKit abgelöst und die Entwicklung Ende 2008 eingestellt.

## Komponenten

### Adept Manager
Adept Manager ist das Hauptprogramm. Es zeigt eine Liste aller installierten oder installierbaren Softwarepakete an. Zu jedem Paket können weitere Informationen eingeblendet werden wie Autor, Versionsnummer und Größe. Einzelne Pakete oder auch das gesamte System können aktualisiert werden. Die Quellen, von denen Pakete installiert werden können (z. B. FTP-Server oder auch CDs), stehen in der Datei sources.list im Verzeichnis /etc/apt/.

### Adept Benachrichtigungen
Adept Benachrichtigungen (englisch adept notifier) ist ein kleines Programm, das den Benutzer über ein Icon im Benachrichtigungsfeld über aktualisierbare Software informiert.

### Adept Aktualisierer
Der Adept Aktualisierer (englisch adept updater) führt die Installation von Updates durch: Softwarepakete werden heruntergeladen und mittels dpkg installiert. Dabei wird der Fortschritt angezeigt. Alternativ kann die Textausgabe von dpkg eingeblendet werden.